# U tvojoj kosi
U tvojoj kosi – tytuł pierwszego, debiutanckiego albumu zespołu Hari Mata Hari. Został nagrany w 1985 roku i wydany przez Sarajevo Disk. Na albumie znalazło się 10 kompozycji, w tym m.in. piosenka "U tvojoj kosi" z którą grupa zajęła 5. miejsce w konkursie Jugowizji w 1986 roku.

## Tytuły piosenek
1. "U tvojoj kosi"
2. "Skini haljinu"
3. "Merjema"
4. "Kamikaza"
5. "Polarna noć"
6. "Gdje si sad"
7. "Zapali me"
8. "Ne boj se prvog snijega"
9. "Barbara"
10. "Mandarina"

## Członkowie zespołu

### Hari Mata Hari
- Hajrudin Varešanović - wokal
- Izo Kolećić - perkusja
- Karlo Martinović - gitara solo
- Nihad Voloder - gitara basowa